# Língua hupa
Hupa (nome nativo: Na:tinixwe Mixine:whe, lit. "l´ngua do povo do vale Hoopa Valley") é uma língua Atabascana das Na-Dené. Foi falada no baixo curso do rio Trinity no noroeste da Califórnia pelo povo Hupa (Na:tinixwe) e, antes do contato com os europeus pelos povos Chilula e Whilkut a oeste.

## Escrita
A língua Hupa usa o alfabeto latino ensinado por missionários, o qual não apresenta as letras F, P, R, V, Z, algo comum em línguas indígenas da América do Norte. Usam-se 44 formas compostas de letras simples, 2 letras, 3 letras e apóstrofos.

## Amostra de texto
Whe:’en do:n’ Łe:l-ding na-wha:y-yey.   -  Português:  Eu mesmo venho de Łe:l-ding.